# 裴淑英
裴淑英（？—？），名不详，字淑英，河东郡闻喜县（今山西省运城市闻喜县）人，出自河东裴氏定著五房之一的西眷裴，唐朝户部尚书、安邑公裴矩之女。

## 生平
裴淑英温柔和顺有容貌品德，侍奉父母的孝顺名声在同乡中流传。裴淑英嫁给李德武一年后，李德武因为被堂叔李金才的事情连带受罚而被流放到岭南。裴矩当时在隋朝担任黄门侍郎，上奏请求让女儿与李德武离婚，隋炀帝杨广答应了。李德武将要与裴淑英离别时说：“夫妇和爱刚刚开始就要分离，我正要远去荒蛮之地，恐怕没有归还的道理了。你的父亲上奏将你留下，必定希望你改嫁，我们在此彼此永别了！”裴淑英哭着回答说：“妇人对待丈夫，没有再次成婚的礼节。丈夫，是天，怎么可以背弃？我将守礼节而死，一定没有其他的意愿。”裴淑英于是持刀打算割掉耳朵发誓，保姆握住刀子禁止她这么做。裴淑英与李德武离别后，容貌憔悴，经常阅读佛经，不使用润发的油脂。李德武姐妹有住在京城的，裴淑英总是在每个月的初一和十五派人敬礼探望。裴淑英后来读《列女传》，见到书中称赞不改嫁的妇女，对亲属说：“不踏上两个夫家的门庭，是妇人通常的道理，为什么把这种事记载到历史书中？”之后的十余年间，裴淑英与李德武音讯断绝，裴矩打算迫使裴淑英改变不改嫁的念头。当时柳直向裴矩求婚，裴矩答应了，在约定的婚期之日，裴淑英用剪刀剪短头发，痛哭绝食，裴矩无法强迫女儿改变主意，才停了下来。李德武在岭南时娶尔朱氏为妻子，等到大赦得以返回，到达襄州，听说裴淑英谨守礼节不改嫁，就休掉了尔朱氏，重新与裴淑英聚合，生下三男四女。貞觀年间，李德武在鹿城县县令任内去世，裴淑英一年多以后也去世。

## 藝術作品
- 李開先《斷髮記》

## 延伸阅读
[在维基数据编辑]
 《舊唐書·卷193》，出自刘昫《舊唐書》
 《新唐書/卷205》，出自《新唐書》